# ستيفاني غريس ويتسون
ستيفاني غريس ويتسون (بالإنجليزية: Stephanie Grace Whitson)‏ (1952 في الولايات المتحدة)؛ كاتِبة ومؤلِّفة وروائية أمريكية.